# Isla del Toro, Mexiko
Isla del Toro är en ö i Mexiko. Den ligger i delstaten Veracruz, i den sydöstra delen av landet. Arean är 2,5 kvadratkilometer. Ön hade 6 invånare år 2007.
Terrängen på Isla del Toro är mycket platt. Öns högsta punkt är 24 meter över havet. Den sträcker sig 3,2 kilometer i nord-sydlig riktning, och 3,2 kilometer i öst-västlig riktning.
Klimatet i området är tempererat. Årsmedeltemperaturen i trakten är 23 °C. Den varmaste månaden är maj, då medeltemperaturen är 26 °C, och den kallaste är januari, med 16 °C. Genomsnittlig årsnederbörd är 1 954 millimeter. Den regnigaste månaden är september, med i genomsnitt 529 mm nederbörd, och den torraste är april, med 33 mm nederbörd.